# Neottia suzukii
Neottia suzukii är en orkidéart som först beskrevs av Genkei Masamune, och fick sitt nu gällande namn av Dariusz Lucjan Szlachetko. Neottia suzukii ingår i släktet näströtter, och familjen orkidéer. Inga underarter finns listade i Catalogue of Life.